# Special Olympics Malawi
Special Olympics Malawi (englisch: Special Olympics Malawi) ist der malawische Verband von Special Olympics International, der weltweit größten Sportbewegung für Menschen mit geistiger Beeinträchtigung und Mehrfachbeeinträchtigung. Ziel ist die sportliche Förderung dieser Personengruppe und die Sensibilisierung der Gesellschaft für sie. Außerdem betreut der Verband die malawischen Athletinnen und Athleten bei den Special Olympics Wettbewerben.

## Geschichte
Special Olympics Malawi wurde 1998 mit Sitz in Blantyre gegründet und 1999 anerkannt.

## Aktivitäten
2019 waren 20.306 Athletinnen, Athleten und Unified Partner sowie 3.113 Trainer bei Special Olympics Malawi registriert.
Der Verband nahm 2020 an den Programmen Athlete Leadership, Healthy Athletes, Young Athletes, Volunteer Program, Family Health Forums und Unified Sports teil, die von Special Olympics International ins Leben gerufen worden waren.

### Sportarten
Folgende Sportarten wurden 2020 vom Verband angeboten:
- Basketball (Special Olympics)
- Fußball (Special Olympics)
- Leichtathletik (Special Olympics)
- Softball (Special Olympics)
- Tennis (Special Olympics)

### Teilnahme an Weltspielen vor 2020
(Quelle:)
- 2007 Special Olympics World Summer Games, Shanghai, China (14 Athletinnen und Athleten)
- 2011 Special Olympics World Summer Games, Athen (9 Athletinnen und Athleten)
- 2015 Special Olympics World Summer Games, Los Angeles, USA (10 Athletinnen und Athleten)
- 2019 Special Olympics, World Summer Games, Abu Dhabi (3 Athletinnen und Athleten)

### Teilnahme an den Special Olympics World Summer Games 2023 in Berlin
Special Olympics Malawi nahm an den Special Olympics World Summer Games 2023 teil. Die Delegation wurde vor den Spielen im Rahmen des Host Town Program von Bernau bei Berlin und Panketal betreut und bestand aus 27 Personen. Das Team gewann bei diesen Weltspielen vier Gold-, drei Silber- und zwei Bronzemedaillen.